# Cynthia Appiah
Pour les articles homonymes, voir Appiah.
Cynthia Appiah, née le 15 mai 1990, est une bobeuse canadienne.

## Palmarès

### Coupe du monde
- 10 podiums  : 
  - en bob à 2 : 1 victoire et 2 troisièmes places.
  - en monobob : 2 deuxièmes places et 5 troisièmes places.

#### Détails des victoires
| Édition   | Monobob | Bob à 2  | Total |
| 2016-2017 |         | Whistler | 1     |